# Lutjanus indicus
Lutjanus indicus là một loài cá biển thuộc chi Lutjanus trong họ Cá hồng. Loài này được mô tả lần đầu tiên vào năm 2013.

## Từ nguyên
Từ định danh indicus trong tiếng Latinh có nghĩa là "thuộc Ấn Độ", do loài cá này có phân bố giới hạn trong Ấn Độ Dương.

## Phạm vi phân bố và môi trường sống
Lutjanus russellii trước đây được cho là có phân bố rộng rãi từ Ấn Độ Dương trải dài đến Tây Thái Bình Dương. Tuy nhiên, qua phân tích tiểu đơn vị cytochrome c oxidase I của ty thể trong mã vạch DNA, L. russellii thực sự chỉ giới hạn ở Thái Bình Dương, còn quần thể Ấn Độ Dương được mô tả là loài mới, là L. indicus.
L. indicus được biết đến chắc chắn tại rìa lục địa của Bắc Ấn Độ Dương: bờ tây Thái Lan, Myanmar, quần đảo Andaman, Sri Lanka, Ấn Độ, vịnh Oman và vịnh Ba Tư (như Qatar và Iran), sau đó được ghi nhận thêm tại Bangladesh. Những ghi nhận của L. russellii ở phía nam Biển Đỏ, Zanzibar, Nam Phi, Madagascar, Seychelles và Mauritius tạm thời được gán cho L. indicus, nhưng điều này cần được xác minh bằng cách sử dụng phân tích di truyền.
L. indicus được thu thập trên các rạn san hô ở độ sâu khoảng 5–50 m; tương tự như L. russellii, cá con của L. indicus có thể được tìm thấy ở vùng hạ lưu sông và ở vùng đầm lầy ngập mặn (nước lợ).

## Mô tả
Chiều dài cơ thể lớn nhất được ghi nhận ở L. indicus là gần 30 cm. Loài này có màu xám nhạt, ánh bạc ở má, nắp mang và thân dưới. Từ đầu trở ra sau đuôi có 7 sọc ngang màu vàng nâu/nâu sẫm. Đốm đen nổi rõ ở sau lưng, to gấp 1,2–1,5 lần mắt. Các vây màu trắng mờ, thường ánh xanh lam (vây đuôi và vây lưng có thể có màu nâu ở gốc). Vây ngực trong mờ, thường có viền vàng ở rìa trên.
Số gai ở vây lưng: 10; Số tia vây ở vây lưng: 13–14; Số gai ở vây hậu môn: 3; Số tia vây ở vây hậu môn: 8; Số tia vây ở vây ngực: 15–16; Số vảy đường bên: 47–49.

## So sánh
L. indicus khác biệt rõ ràng với loài chị em của nó, L. russellii, bởi có 7 sọc vàng-nâu ở hai bên thân, còn L. russellii trưởng thành không có sọc này. Tuy vậy, cá con L. russellii (<5 cm chiều dài tiêu chuẩn) lại có các sọc này nhưng lại dày hơn.

## Sinh thái
L. indicus có thể sống đơn độc hoặc hợp thành những nhóm nhỏ.

## Giá trị
L. indicus có tầm quan trọng về mặt thương mại ở một số nơi trong Ấn Độ Dương, nhưng lại được coi là sản lượng không mong muốn ở Iran và Ả Rập Xê Út.